# Philodromus lividus
Philodromus lividus este o specie de păianjeni din genul Philodromus, familia Philodromidae, descrisă de Simon, 1875. Conform Catalogue of Life specia Philodromus lividus nu are subspecii cunoscute.